# Calanda (kommunhuvudort)
Calanda är en kommunhuvudort i Spanien.   Den ligger i provinsen Provincia de Teruel och regionen Aragonien, i den östra delen av landet, 300 km öster om huvudstaden Madrid. Calanda ligger 464 meter över havet och antalet invånare är 3 630.
Terrängen runt Calanda är platt åt nordväst, men åt sydost är den kuperad. Runt Calanda är det mycket glesbefolkat, med 2 invånare per kvadratkilometer. Närmaste större samhälle är Alcañiz, 14,6 km nordost om Calanda. Omgivningarna runt Calanda är i huvudsak ett öppet busklandskap.